# Bose Corporation
Bose Corporation /boʊz/ — частная американская корпорация, разрабатывает и производит аудиотехнику, реализуя свою продукцию по всему миру. Основана в 1964 году Амаром Боузом. Предприятие обеспечивает работой более 8 тыс. человек (2017).
Bose лучше всего известна по своим домашним аудиосистемам и колонкам,
наушникам с шумоподавлением,
профессиональным аудиосистемам[прояснить] и
автомобильным звуковым системам.
Компания также проводила исследования в области автомобильных подвесок и тяжелых грузовиков,
а также холодного синтеза.
Bose имеет репутацию ревнивого защитника своих патентов, товарных знаков и брендов.

## История
Компания была основана в 1964 году  в городе Фремингем (штат Массачусетс) Амаром Боузом. Восемью годами ранее Боуз, будучи аспирантом МТИ (Массачусетский технологический институт), приобрёл музыкальный центр и был разочарован качеством его звучания. Это сподвигло его к исследованию влияния реверберации звука на восприятие его качества.
В 2011 году большинство неголосующих акций корпорации были переданы Амаром Боузом своей альма-матер и бывшему работодателю — МТИ. Он получает денежные дивиденды, но не имеет права продавать акции и участвовать в управлении компанией.

## Показатели деятельности
Согласно годовому отчёту за 2017 год, Bose получила доход в 3,8 млрд долл.